# Castel Rocchero
Castel Rocchero – miejscowość i gmina we Włoszech, w regionie Piemont, w prowincji Asti.
Według danych na styczeń 2009 gminę zamieszkiwało 395 osób przy gęstości zaludnienia 70 os./1 km².